# Maratona di Palermo
La maratona di Palermo è una gara podistica che si corre nel mese di novembre su un percorso di 42,195 km. La competizione prevede, oltre alla maratona tradizionale una mezza-maratona, per un totale di 21.197 metri e una corsa non competitiva di 4 km aperta a tutti. La competizione nasce nel 1995, in sostituzione della precedente Maratona Tourist Mondiale grazie alla volontà di Salvatore Gebbia.

## Albo d'oro
| Anno | Uomini                          | Tempo    | Donne                                  | Tempo   |
| ---- | ------------------------------- | -------- | -------------------------------------- | ------- |
| 1995 | Carmelo Lo Presti Italia        | 2:24:12  | Caterina Buffa Italia                  | 2:59:31 |
| 1996 | Giovanni Soffietto Italia       | 2:28:35  | Anna Maria Garelli Italia              | 2:59:29 |
| 1997 | Vincent Cheruiyot Kenya         | 2:16:13  | Halina Zhulyeva Ucraina                | 2:40:18 |
| 1998 | Patrick Chumba Kenya            | 2:12:24  | Cecilia Fenech Malta                   | 3:01:45 |
| 1999 | David Kemboi Kenya              | 2:10:36  | Krystyna Kuta Polonia                  | 2:32:49 |
| 2000 | Joseph Ngolepus Kenya           | 2:13:48  | Irene Kipkorir Kenya                   | 2:50:31 |
| 2001 | Julius Bitok Kenya              | 2:16:34  | Agnes Jakab Ungheria                   | 2:47:51 |
| 2002 | Paul Kanda Kenya                | 2:14:04  | Sara Ferroglia Italia                  | 2:44:59 |
| 2003 | Francesco Ingargiola Italia     | 2:14:51  | Jo Bun-hui Corea del Nord              | 2:36:54 |
| 2004 | Jomo Kororia Kenya              | 2:12:22  | Caroline Cheptanui Kilel Kenya         | 2:31:15 |
| 2005 | Hillary Kiptanui Kenya          | 2:14:15  | Luisa Balsamo Italia                   | 3:17:56 |
| 2006 | Leonard Kipkoech Kipyego Kenya  | 2:13:34  | Rosa Alfieri Italia                    | 3:10:35 |
| 2007 | Abdelhadi El Hachimi Marocco    | 2:15:26  | Alessandra Corvaia Italia              | 3:04:22 |
| 2008 | Teferi Balcha Kebede Etiopia    | 2:16:27  | Meseret Legese Etiopia                 | 2:39:26 |
| 2009 | Mekuriya Abebe Etiopia          | 2:15:58  | Mihret Anamo Etiopia                   | 2:45:46 |
| 2010 | Tsegay Bekele Etiopia           | 2:18:56  | Amelework Fekadu Etiopia               | 2:47:50 |
| 2011 | Serem Benjamin Kiprop Etiopia   | 2:15:15  | Jima Dugo Meseret Etiopia              | 2:46:35 |
| 2012 | Mamo Batri Taye Etiopia         | 2:21:13  | Giuseppina Chiolo Italia               | 2:59:58 |
| 2013 | Vito Massimo Catania Italia     | 2:44:45  | Daniela Tortota Italia                 | 3:27:54 |
| 2014 | Carmine Buccili Italia          | 2:24:58  | Lara La Pera Italia                    | 3:31:57 |
| 2015 | Filippo Lo Piccolo Italia       | 2:44:03  | Sylwia Bondara Polonia                 | 3:29:49 |
| 2016 | Meli Ezekiel KIiprotich Kenya   | 2:17:14  | Mariana Mendiburu Pantaleone Argentina | 3:06:40 |
| 2017 | Kisorio Hosea Kimeli Kenya      | 2:20:503 | Wabaku Ruth Chelangat Kenya            | 3:10:48 |
| 2018 | Kisorio Hosea Kimeli Kenya      | 2:19:05  | Kathryn Daigneault Nuova Zelanda       | 3:31:36 |
| 2019 | Rotich Kenneth Kemboi Kenya     | 2:14:21  | Chepngetich Gladys Kenya               | 2:51:27 |
| 2020 | non disputata                   | -        | non disputata                          | -       |
| 2021 | Kiptoo Fredrick Kipkosgei Kenya | 2:17:33  | Stefania Pulici Italia                 | 3:05:47 |
| 2022 | Kiptoo Fredrick Kipkosgei Kenya | 2:16:44  | Jackline Jeptanui Kenya                | 2:38:44 |